# Kaloula taprobanica
Kaloula taprobanica — вид бесхвостых земноводных из рода бычьих лягушек семейства узкороты. Они встречаются в Непале, Бангладеш, Южной и Восточной Индии и на Шри-Ланке до высоты около 1300 метров над уровнем моря. Это распространённый вид, длина тела взрослой особи достигает 75 миллиметров. Первоначально он был описан как подвид украшенной бычьей лягушки (Kaloula pulchra). В Красной книге МСОП этому виду присвоен статус «Вызывающий наименьшие опасения».

## Внешний вид и строение
Это пухленькие лягушки, длина тела которых достигает 75 миллиметров, причём самки немного больше самцов. Окрас верхней стороны тела серовато-чёрный с симметричным рисунком красновато-коричневых пятен с обеих сторон, включая полосу, простирающуюся от задней части глаза до основания передней лапы. Нижняя сторона тела бледная, желтовато-серая, с чёрным или коричневыми пестринами. В течение сезона размножения у самцов на горле появляется тёмное пятно.

## Распространение и места обитания
Эти лягушки обитают в Непале, Бангладеш, Южной и Восточной Индии и на Шри-Ланке, на высоте вплоть до 1300 метров над уровнем моря. Kaloula taprobanica и Kaloula assamensis встречаются к западу и к северу от реки Брахмапутры, а украшенная бычья лягушка водится к востоку и к югу от неё, так как река Брахмапутра служит препятствием для распространения этих видов.
Kaloula taprobanica роющий вид. Они проводят дневное время, зарывшись в лесной подстилку, рыхлую почву или под бревно, но также могут скрываться среди ветвей под кустами. Эти лягушки населяют сухие леса, кокосовые и каучуковые плантации, водно-болотные угодья, рисовые поля и нарушенные участки леса, близкие к жилищам людей.

## Поведение
Kaloula taprobanica питаются различными насекомыми. Они размножаются в начале сезона дождей, при этом самцы издают брачные призывы из подходящих водоемов. Икринки плавают у поверхности воды одним слоем. Окрас головастиков чёрный.

## Охранный статус
Эта лягушка имеет широкий ареал, и её популяция кажется достаточно стабильной. В Красной книге МСОП этому виду присвоен статус «Вызывающий наименьшие опасения», так как считается, что темпы снижения его численности, если она имеет место, недостаточны, чтобы причислить Kaloula taprobanica к категории видов, находящихся в более серьёзной опасности. Эта лягушка обычна на большей части своего ареала, и угрозы, с которыми она сталкивается, были определены как деградация среды обитания и загрязнение агрохимикатами водных объектов, в которых она размножается.